# Cylindrocarpon ovatum
Cylindrocarpon ovatum är en svampart som beskrevs av Crous. Cylindrocarpon ovatum ingår i släktet Cylindrocarpon och familjen Nectriaceae.   Inga underarter finns listade i Catalogue of Life.